# مطر متجمد

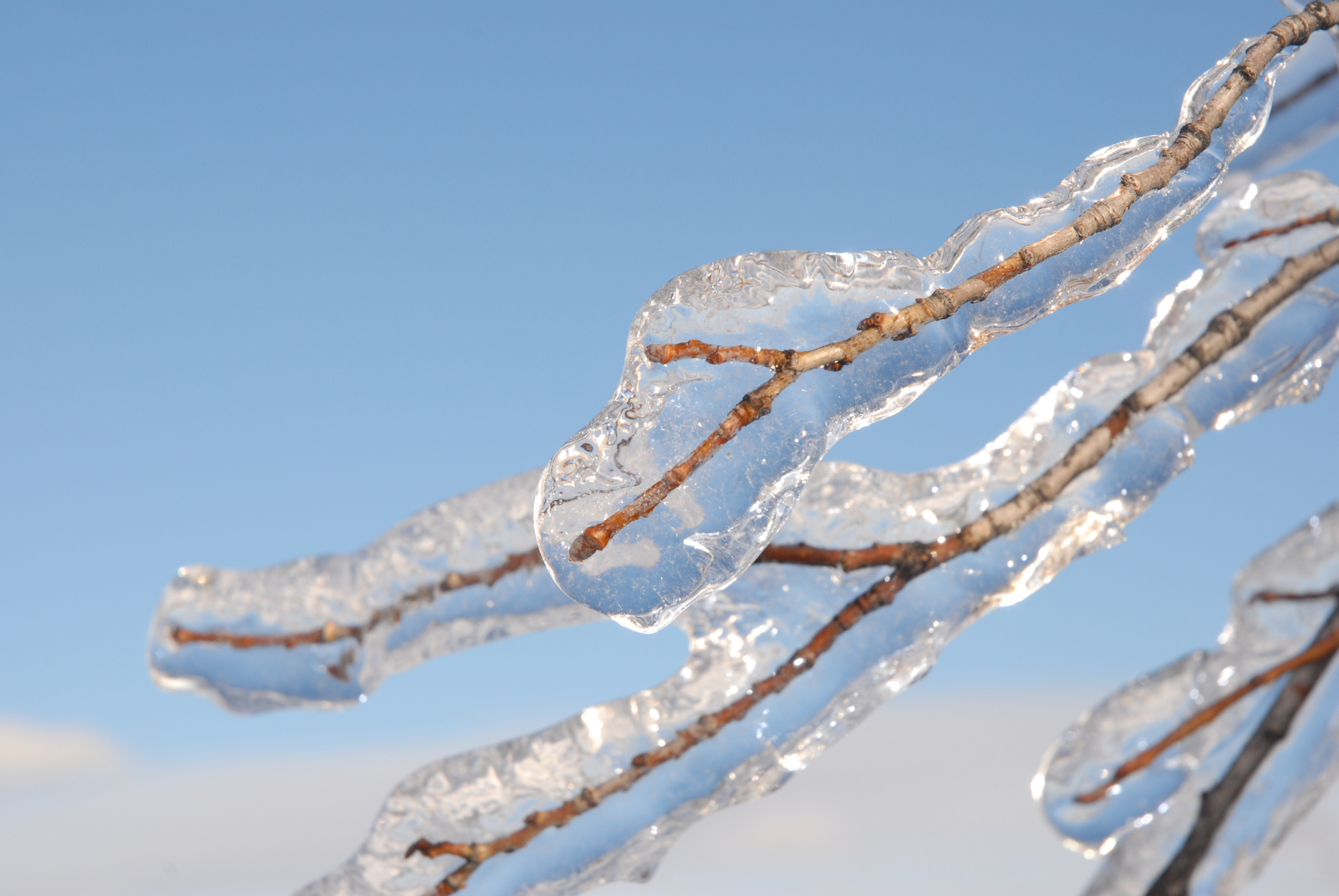

المطر المتجمد هو الاسم الذي يطلق على المطر عندما يهطل بحالة متجمدة، وذلك عند درجات حرارة دون نقطة التجمد. على العكس من الحبيبات الجليدية أو البَرَد والتي تكون صلبة، فإن المطر المتجمد يكون في الحالة السائلة عندما يهطل، والذي سرعان ما يتجمد عند الوصول إلى سطح الأرض.
تصبح قطرات المطر في حالة من فرط التبريد عند مرورها عبر طبقات من الهواء ذات حرارة دون نقطة التجمد (0 °س) ومرتفعة بمثات الأمتار عن سطح الأرض. عند حدوث تماس مع سطح بارد فإن تلك القطرات سرعان ما تتجمد، وتشكل عندما تتراكم ما يعرف باسم الجليد الزجاجي.
تدعى العاصفة التي تؤدي إلى كميات معتبرة من الجليد الزجاجي الناتج عن المطر المتجمد باسم عاصفة جليدية. يمثل المطر المتجمد أحد الصعوبات المناخية التي تواجه قطاع النقل، وخاصة في مجال الطيران، حيث يمكن أن يغير من شكل الجناح الحامل وأسطح توجيه الطيران للطائرة.

## معرض صور

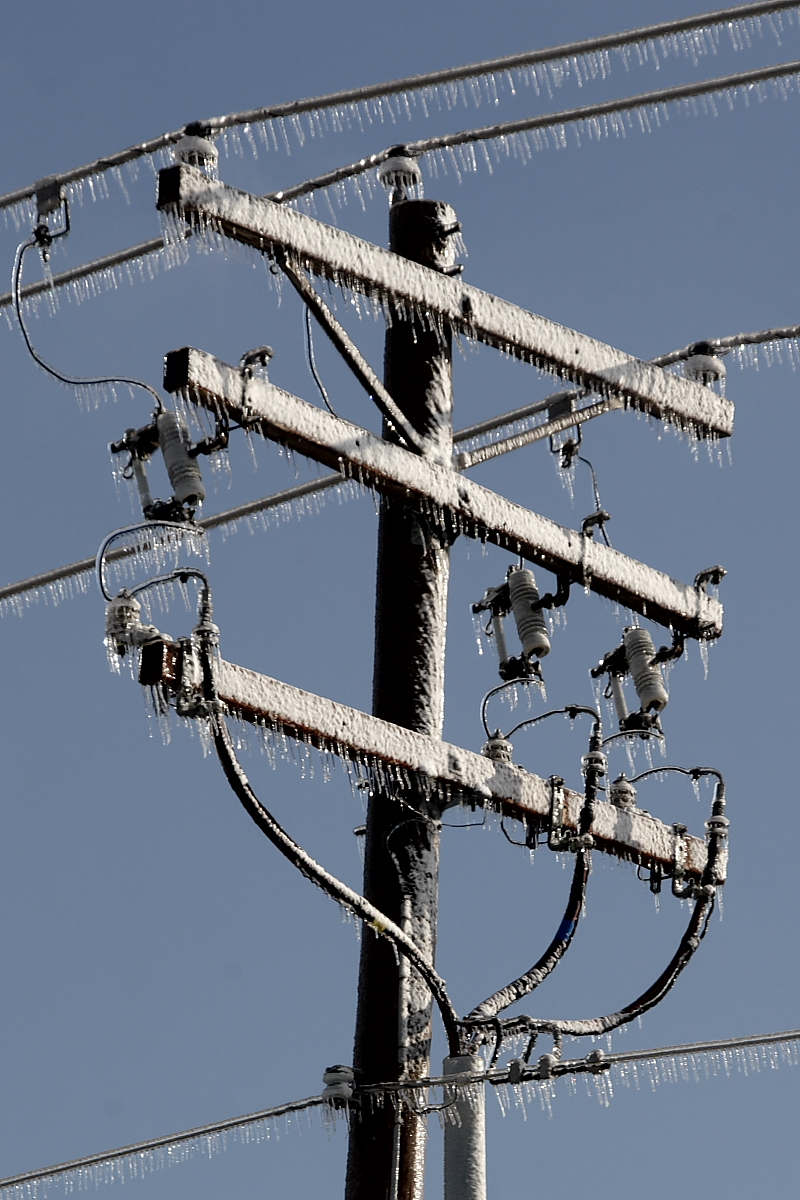
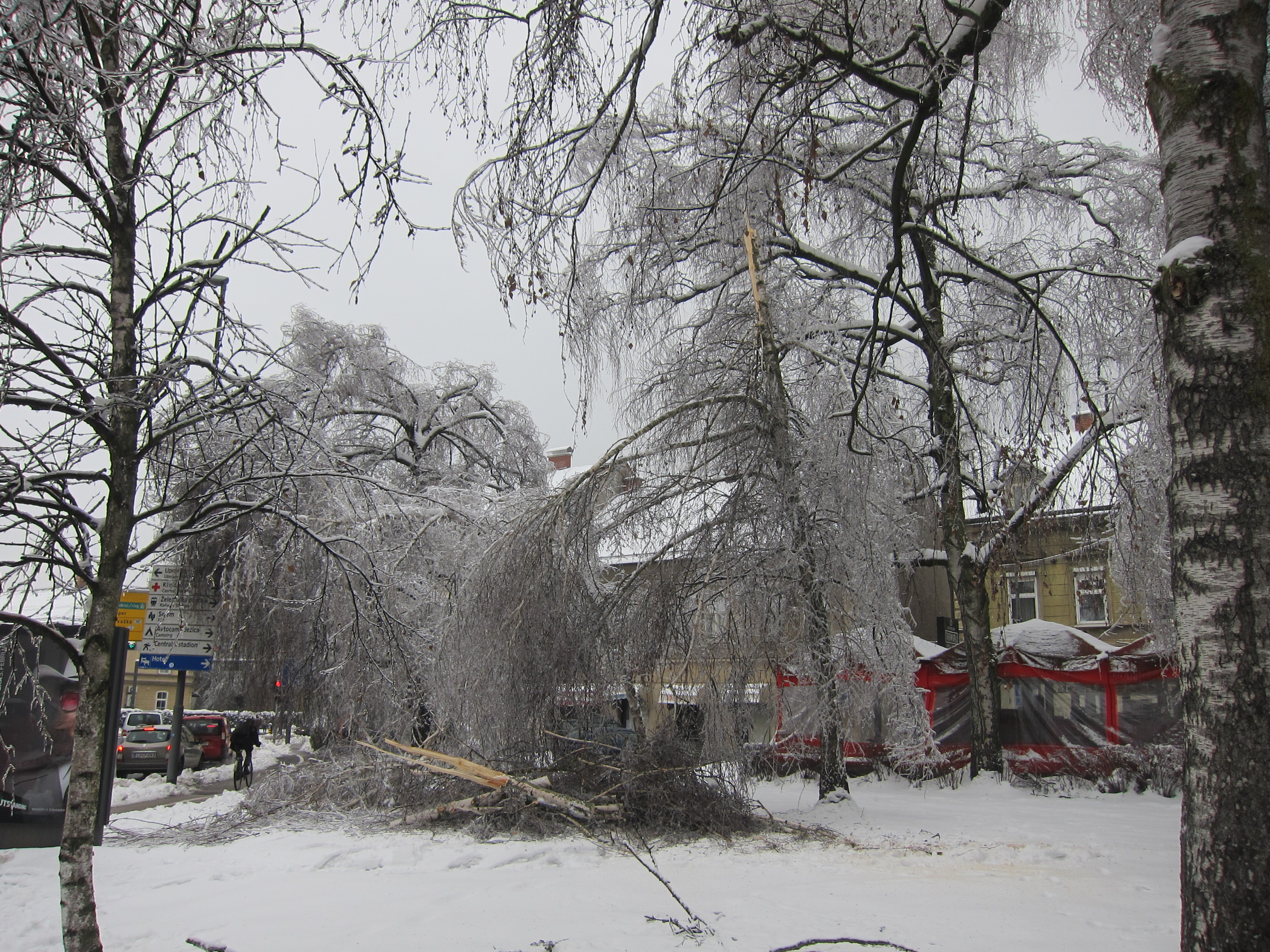
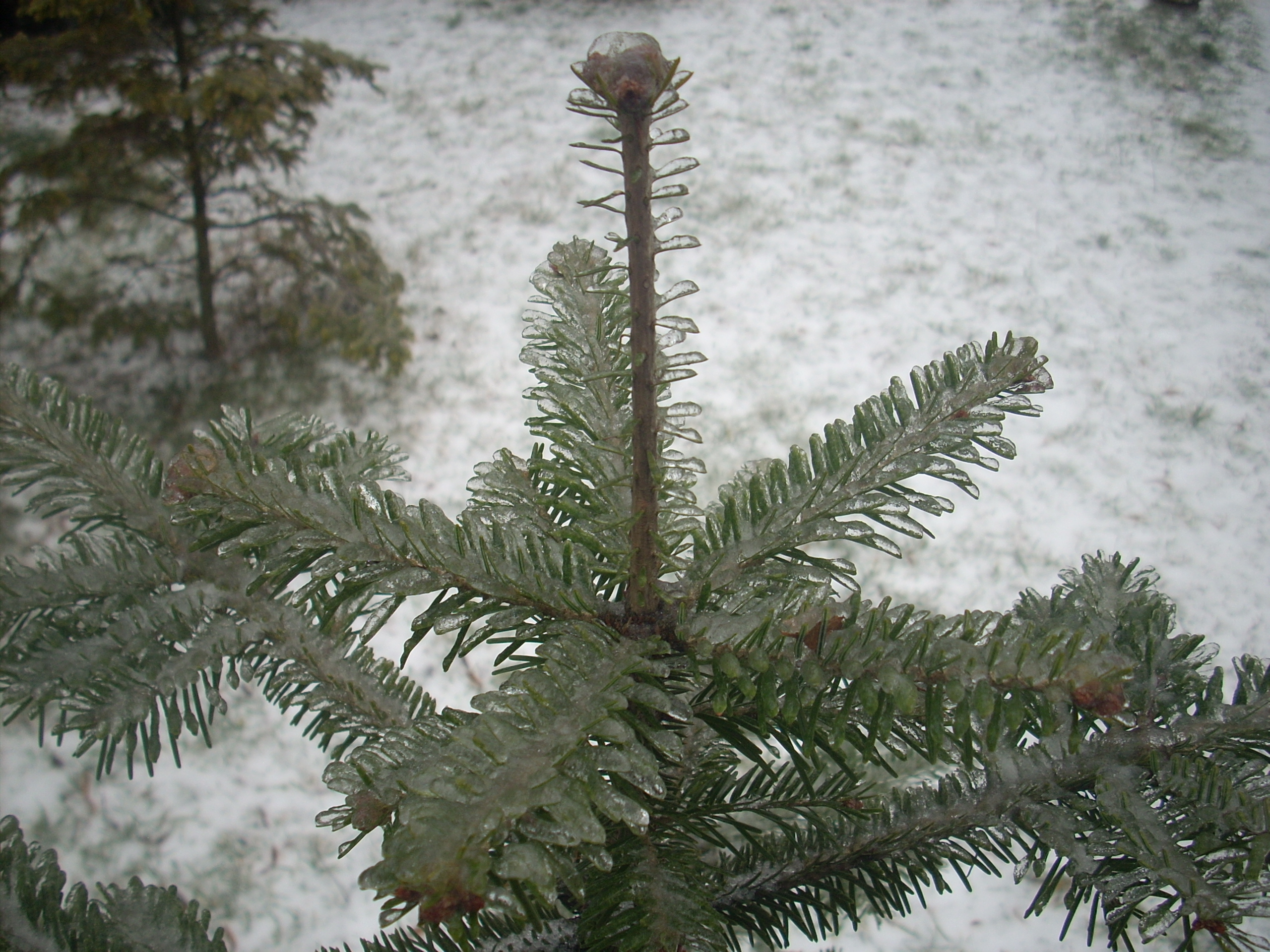
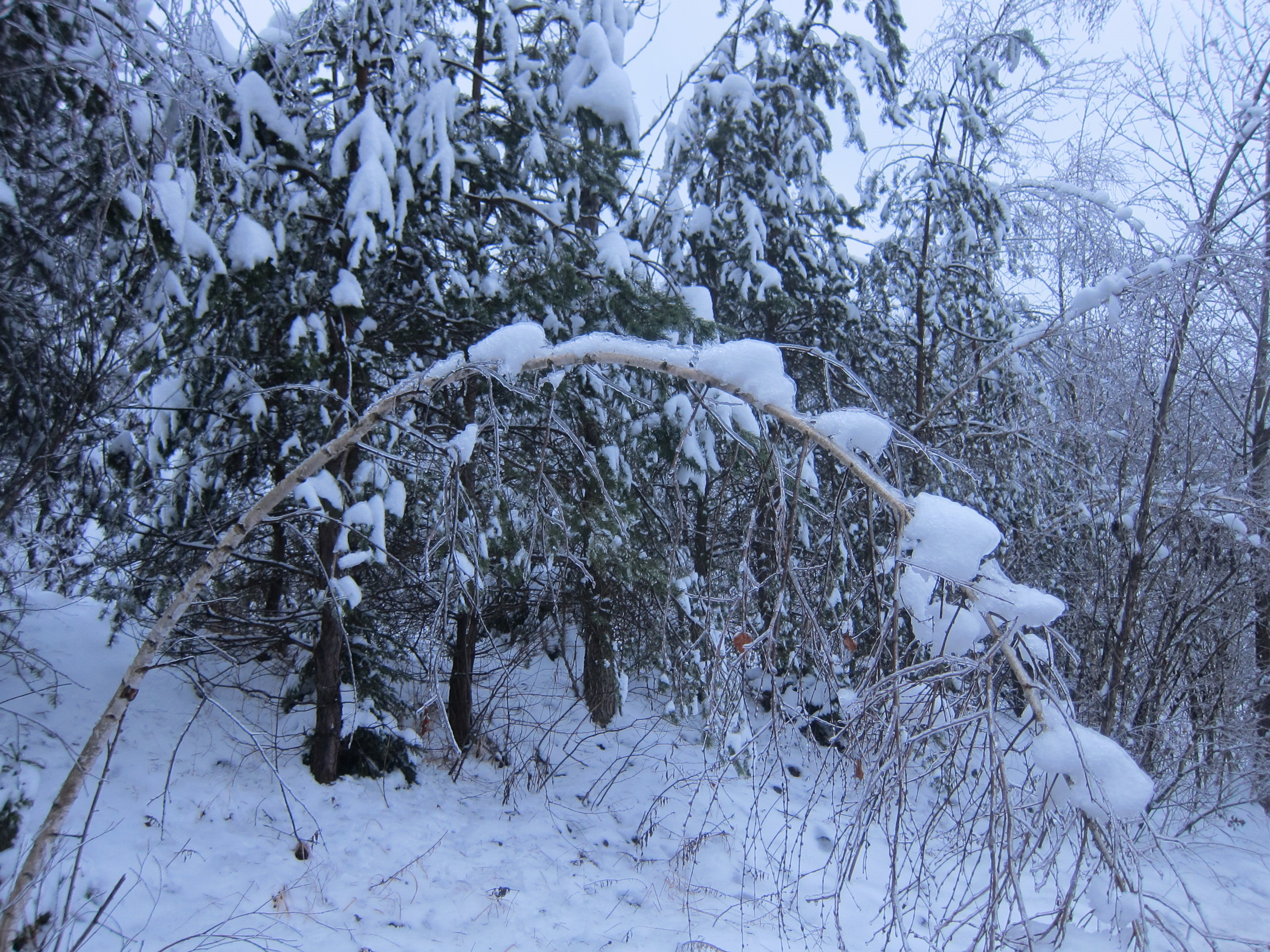

## اقرأ أيضاً
- مطر
- ثلج